# آلفرد دیشی
آلفرد دیسی (انگلیسی: Alfréd Deésy؛ ۲۲ سپتامبر ۱۸۷۷ – ۱۸ ژوئیهٔ ۱۹۶۱) هنرپیشه و کارگردان مجارستانی بود.
وی کارگردان فیلم‌هایی همچون پلنگ بوده‌است.